# Ammensen
Ammensen ist ein Dorf und südlicher Ortsteil des Fleckens Delligsen im Landkreis Holzminden, Niedersachsen.

## Geographische Lage
Ammensen liegt – zwischen Hannover und Göttingen – im Leinebergland zwischen den Höhenzügen Selter im Osten, Hube im Süden und Hils im Westen. Das kleine Dorf befindet sich auf etwa 185 bis 205 m ü. NN.

## Geschichte
Der Ortsname entwickelte sich aus Amenhusen, Ammenhusen und Amansen zu Ammensen. Aus der frühen Namensgebung wird abgeleitet, dass der Ort bereits im 7. oder 8. Jahrhundert am alten Fernhandelsweg entstanden ist, der sich heute als Bundesstraße 3 wiederfindet. Erste konkrete urkundlich belegte Erwähnung findet Ammensen 1180 in einer Güterbestätigung des Bischofs von Hildesheim für das Kloster Backenrode.
1846 wurde in Delligsen eine Postexpedition eingerichtet, zu dessen Verteilbezirk auch Brunkensen, Hohenbüchen, Koppengraben, Grünenplan, Markeldissen, Kaierde, Düsterthal und Varrigsen gehörten; zuvor war der Ort von Mühlenbeck aus bedient worden.
Ammensen wurde am 1. März 1974 mit der bis dahin ebenfalls selbstständigen Gemeinde Varrigsen in den Flecken Delligsen eingegliedert.

## Bevölkerungsentwicklung
| Jahr | Einwohner                   |
| ---- | --------------------------- |
| 1663 | 75                          |
| 1793 | 287                         |
| 1803 | 287                         |
| 1847 | 492                         |
| 1863 | 464                         |
| 1891 | 479                         |
| 1896 | 453                         |
| 1900 | 470                         |
| 1905 | 446                         |
| 1918 | ca. 450                     |
| 1948 | 780 (davon 387 Flüchtlinge) |
| 1950 | 744                         |
| 1954 | 640                         |
| 1961 | 465                         |
| 1963 | 456                         |
| 1970 | 471                         |
| 2010 | 411                         |
| 2013 | 393                         |

## Politik
Aufgrund seiner geringen Einwohnerzahl wird Ammensen nicht von einem Ortsrat, sondern von einer Ortsvorsteherin vertreten. Aktuell ist Rita Nienstedt in dieser Funktion.

## Kultur und Sehenswürdigkeiten

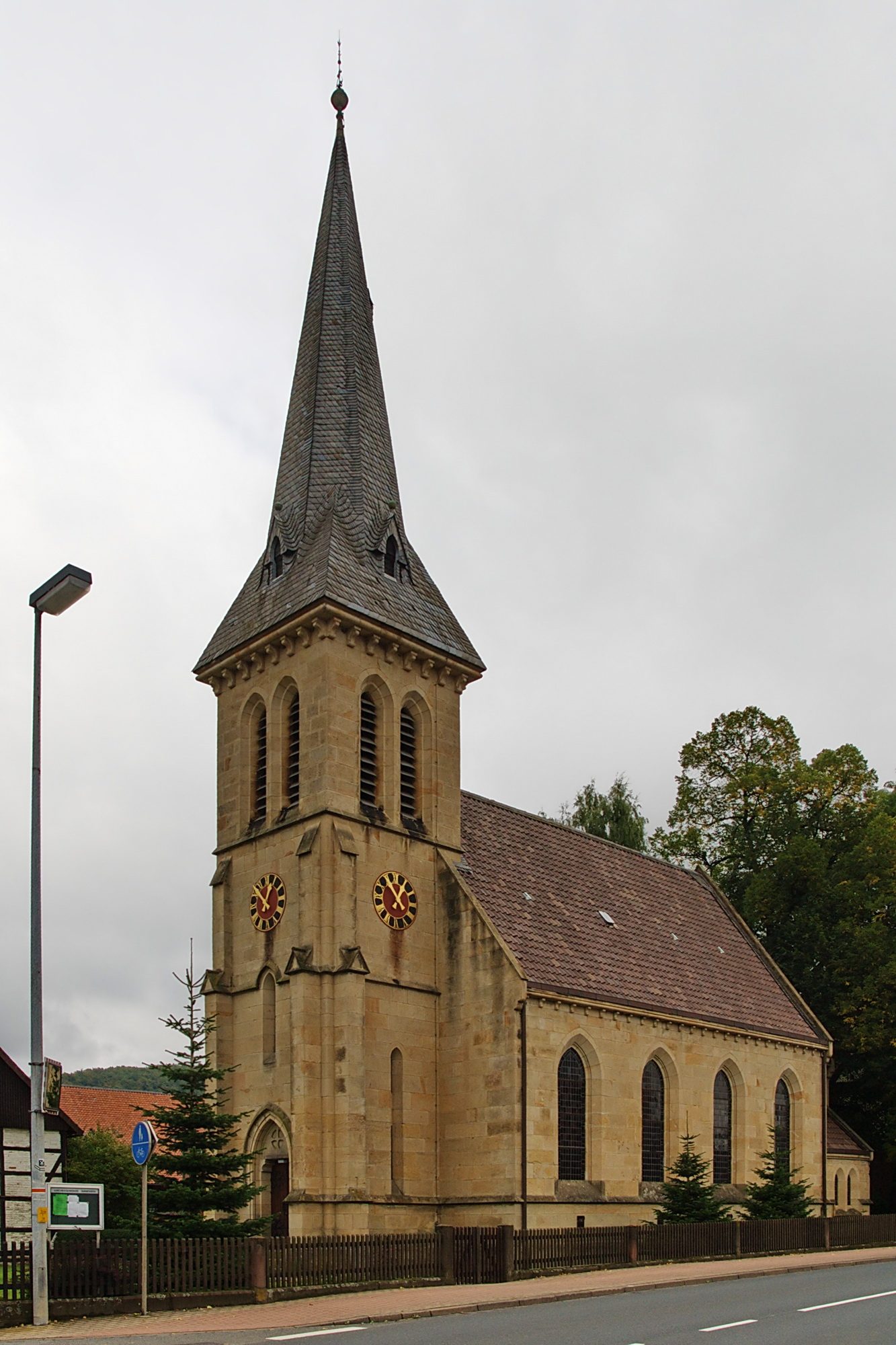
Kirche Ammensen

- Nahe dem Ort liegen die Wallanlagen der Eringa-Burg auf einem Ausläufer des Hils.
- Im Mittelpunkt des Dorfes befindet sich die evangelisch-lutherische Dorfkirche Ammensen.

## Verkehr
Ammensen liegt zwischen Hannover und Göttingen im Abschnitt Alfeld−Einbeck an der B 3.
Die Kreisstraße 63 führt vom Ortskern aus bis zur Landkreisgrenze und von dort als Kreisstraße 406 des Landkreises Hildesheim nach Freden (Leine).

## Persönlichkeiten
- Karl Keunecke (1888–1957), Arbeiter, Politiker (SPD) und Mitglied des ernannten Braunschweigischen Landtages 1946.
- Werner von Seelen (* 1936), Professor für Neuroinformatik und Theoretische Biologie